# Schlacht bei Türkheim
Solebay – Erste Schooneveld – Zweite Schooneveld – Maastricht – Texel – Bonn – Sinsheim – Seneffe – Enzheim – Türkheim – Sasbach – Konzer Brücke – Stromboli – Augusta – Palermo – Philippsburg – Maastricht – Valenciennes – Tobago – Cassel – Kokersberg –  Freiburg – Ypern – Rheinfelden – Saint-Denis
Die Schlacht bei Türkheim (teilweise auch Treffen bei Türkheim genannt) fand bei Türkheim (heute Turckheim) im Elsass am 5. Januar 1675 während des Holländischen Krieges statt. Daran beteiligt war eine französische Armee unter Turenne und eine vereinigte kaiserliche, lothringische und brandenburgische Armee unter dem kaiserlichen Oberbefehlshaber Bournonville, dem Herzog von Lothringen Karl IV. und dem Brandenburger Kurfürsten Friedrich Wilhelm von Brandenburg. Die eigentlich unbedeutende Schlacht erwies sich durch den darauf folgenden Rückzug der Alliierten aus dem Elsass als wichtiger strategischer Sieg der Franzosen.

## Vorgeschichte
Im Gegensatz zu den französischen Befehlshabern an anderen Kriegsschauplätzen war Turenne, obwohl er zunächst nur relativ wenige Truppen (etwa 20.000 Mann) hatte, im Jahr 1674 sehr aktiv. Er ließ in dieser Zeit die Kurpfalz systematisch verwüsten. Mit Erfolg hinderte er den Herzog von Lothringen daran, die Besetzung der Freigrafschaft Burgund zu behindern. Dieser und der kaiserliche General Capara wurden bei Sinsheim am 16. Juni 1674 geschlagen. Turenne hielt das Elsass gegen die Alliierten, obwohl die französische Regierung das Gebiet aufgeben wollte. Dadurch zog er die gegnerischen Kräfte auf sich.
Turenne griff die Kaiserlichen am 4. Oktober bei Enzheim an. Turenne bekam erhebliche Verstärkungen. Condé schickte 20 Bataillone und 80 Schwadrone. Er täuschte den Rückzug in die Winterquartiere vor, marschierte aber nach Süden und überraschte die Verbündeten. Er schlug die Kavallerie der Kaiserlichen, der Lothringer und des Hochstifts Münster bei Mülhausen. Er konnte aber nicht verhindern, dass sich die kaiserlichen und die Brandenburger Truppen bei Colmar vereinigten.

## Verlauf
Bei Türkheim trafen beide Seiten aufeinander. Beide Armeen waren mit etwa 33.000 Mann ungefähr gleich stark. Die Stellung der Verbündeten wurden durch den Kanal der Fecht und einigen Verschanzungen gedeckt. Der linke Flügel reichte bis nach Colmar. Der rechte Flügel reicht fast bis Türkheim. Die Alliierten wurden durch Verschanzungen gedeckt, waren in zwei Linien hintereinander postiert und verfügten überdies noch über Reserven.
Die schwächste Stelle war der rechte Flügel. Dort sah Turenne die Möglichkeit die Gegner zu umgehen. Die Verbündeten räumten angesichts des Aufmarsches auf dieser Seite auf den Befehl Generals Bournonville den bislang besetzten Ort Türkheim. Dieser fiel an die Franzosen. Der Herzog von Lothringen ging zu einem Gegenstoß vor und es kam zu einem heftigen Infanteriegefecht. Obwohl die Franzosen erhebliche Verluste erlitten, konnten sie sich doch behaupten. Im Kampf verloren zwei französische Generäle – Faucault und Mouchy – ihr Leben. Auch Turenne selbst geriet in Gefahr als sein Pferd getötet wurde. Es gelang Turenne allerdings durch ein Täuschungsmanöver einen Teil der gegnerischen Truppen aus dem Bereich der Schlacht abziehen zu lassen. Der linke Flügel der Franzosen gewann ein immer stärkeres Gewicht gegenüber den Gegnern und diese konnten sogar von der Seite mit Geschützen beschossen werden. Die Schlacht wurde ohne wirklich klare Entscheidung bei Einbruch der Dunkelheit abgebrochen.

## Folgen
Noch auf dem Schlachtfeld beschlossen die Verbündeten den Rückzug über den Rhein. Damit wurde das Elsass den Franzosen überlassen. Insofern war Türkheim ein strategischer Erfolg für die Franzosen. Die Franzosen übernachteten auf dem Schlachtfeld und der Kurfürst von Brandenburg musste kurz darauf den Kriegsschauplatz verlassen, weil die Schweden in seinem Herrschaftsgebiet eingefallen waren.